# موریس اسمیت (ورزشکار دهگانه)
موریس اسمیت (انگلیسی: Maurice Smith؛ زادهٔ ۲۸ سپتامبر ۱۹۸۰) ورزشکار ده‌گانه اهل جامائیکا است.
وی در مسابقات کشوری و بین‌المللی در مجموع برندهٔ ۴ مدال طلا، ۳ مدال نقره شده‌است.